# 国鉄119系電車
国鉄119系電車（こくてつ119けいでんしゃ）は、日本国有鉄道（国鉄）が1982年（昭和57年）から製造した直流近郊形電車。
本項ではえちぜん鉄道へ譲渡されたMC7000形についても扱う。

## 概要
1980年代、吊り掛け駆動方式を用いたいわゆる「旧形国電」の代替を目的に開発された電車で、飯田線の旧型国電を置き換えるために製造された。国鉄分割民営化後は全車両が東海旅客鉄道（JR東海）に継承された。
中国地方の電化ローカル線の旧形国電置き換え用に先んじて登場していた短編成向け・加速力重視の105系をベースとしており、同形式の特徴である高速性能よりも加速力を重視した走行特性と、短い編成を組むのに適した機器構成を保ちつつ、連続急勾配を走行するための設備を付加し、長時間乗車に適した車内設備とした。特殊な性格を持つ飯田線における運用での最適化を図ったもので、特定のローカル線区での運用を主眼に置いて設計された点では、国鉄電車の中でも極めて特異な存在である。
製造コスト低減のため、全体に簡素な構造を採用するとともに、走行機器・内装部品等の一部には廃車発生部品を再利用している。電動発電機、空気圧縮機等機器の一部は、他系列の冷房改造の際に余剰となった機器や、廃車された101系、485系からの発生品を転用している。
飯田線以外では、1984年の越後線および弥彦線弥彦駅 - 東三条駅間の電化開業にあわせて119系の耐寒・耐雪構造強化車の新製投入が計画されたが、国鉄の財政悪化のため115系余剰車の転入となった。

### 登場の経緯
甲信越地方山岳地帯の電化ローカル線である身延線・大糸線・飯田線では、戦前に製造されたものを多数含む老朽化した旧形国電が、1980年代に入っても運用されていた。いずれも勾配の多い路線であることから、身延線と大糸線では1981年から勾配抑速ブレーキ付きの115系を投入して旧形国電を置き換えた。
一方の飯田線は、中距離運用である程度の沿線人口がある身延・大糸線と比較しても、駅間距離が短いだけでなく、運行距離が（中央本線への直通運用を含め）最大200 km以上の長距離に及び、さらに人口希薄地帯を通過することから2両編成での運行もあるなど、特殊な輸送事情を抱えていた。編成単位の大きい80系については一部が165系を用いて置き換えが開始されたが、その他の旧形国電を置き換えるには、2両編成での運転にも適した車両を新たに導入する必要が生じた。
このような飯田線の条件を考慮すると、前述の105系が性能的には適していたが、投入線区の実情を反映していくつかの仕様変更を行い、本形式が開発されるに至った。105系は当初より、将来的に耐寒構造や抑速ブレーキを容易に装備できるよう設計されており、本形式はその計画通りそれらの機能が実装された派生系列といえる。
また、本形式と併結可能な郵便・荷物合造車のクモユニ147形も、101系の改造により5両が投入された。

## 構造

### 車体

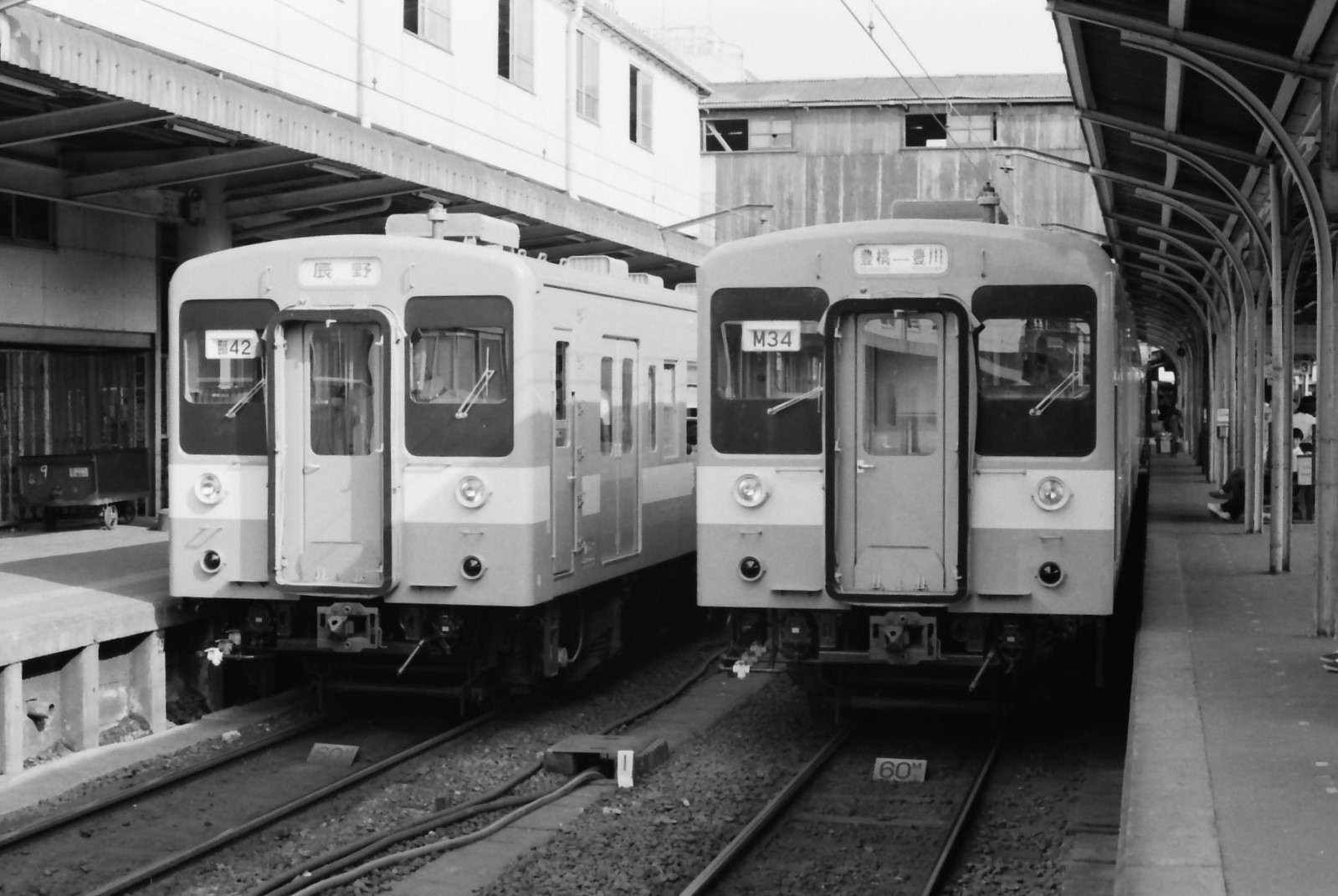
1982年度車（右）1983年度車(左)との相違。ヘッドライト横の手すり、帯の切欠き有無に違いがある。

105系をベースにした20m級の普通鋼製片側両開き3扉仕様である。そのため国鉄の新性能近郊形電車では初めて裾絞りのない2,800mm幅車体となった。構体は201系量産車同様に腐食対策を強化しており、車体外板は耐候性鋼板の採用や台枠と外板の接合部に突き合わせ連続溶接を使用、通風器と雨樋のFRP製化など実施した。
前面形状は高運転台構造で前面窓周りを黒く塗装する105系のデザインを踏襲しており、同様の貫通扉を備える。踏切事故対策として、前面強化構造とした。ただし側面は客用扉の位置が105系とは異なっており、特に乗務員室に隣接する客用扉は乗務員室直後に設置されていて、そのため窓の配置も105系とは異なる。山間部の寒冷地域を運行することから扉の半自動扱機能も備えており、駅員無配置駅での車掌業務に配慮し、編成中のどの運転台からでも車掌スイッチの操作が可能である。
塗装は製造当初は飯田線に並行する天竜川にちなんで、水色（青22号）塗装に淡灰色（灰色9号）の帯の塩ビ製シートを貼ったものであったが、JR東海に承継後、同社の一般形車両の標準塗装であるクリーム10号地にオレンジと緑の2色帯に改められた。なお、クモハ119-27+クハ118-19は、「するがシャトル」運用時代に一度試験塗装車として211系のカラーテープを用いて塗装が変更された。試験塗装車は帯色が若干薄く、正面は帯の幅が広く、窓上にもオレンジの帯が入るなど標準塗装と相違点が多々見られた。なお、前述の「するがシャトル」用車両は別の専用塗色に変更されていた（下記「運用」の節を参照）。
80系置き換え用に1982年度に製造されたグループと戦前型旧型国電置き換え用に製造された1983年度に製造されたグループとでは、正面ヘッドライト脇の手すりの位置が異なる。

### 機器類
105系のシステムに倣い、小単位運転を可能とするため電動車1両（単行）で運行が可能な1M方式を採用している。力行・制動時の性能も105系に準拠しており、台車、主電動機、歯車比、応荷重装置・空転検出装置なども105系と同様である。床下機器は冬季に備えて耐寒構造となっているが、沿線の降雪量は少ないことから耐雪構造は省略されている。
台車は電動台車が105系と同一のDT33形で、歯車装置も105系と同一である。付随台車は101系の廃車発生品を転用したDT21T形が装着された。応荷重装置は、105系の103系編入改造車と同様の測重弁式である。
制御システムは主電動機4個永久直列の抵抗制御方式を採用しており、直並列組合わせ制御は行わない。また飯田線には25パーミル（1000分の25）の急勾配区間が多く一部には33パーミル・40パーミルも存在するため、これに対応して勾配抑速ブレーキとノッチ戻し制御を装備する。
主電動機も105系と同じくMT55A形直巻整流子電動機が採用された。出力は端子電圧375Vで定格出力110kWである。
主制御器は、105系用の簡素な抵抗制御器であるCS51をベースに、勾配抑速ブレーキとノッチ戻し機能を追加したCS54が新たに設計された。電動発電機 (MG) 故障時にはバッテリー電源で制御装置を駆動し最寄駅まで走行可能である点、変電所容量の小さい線区を走行する際は運転台の切換えスイッチでモーターの限流値を低く設定できる点など、冗長化の設計思想も105系と同様である。また抑速ブレーキ装備に対応して抵抗器も大型化された。
電動発電機（MG）は103系・115系などの冷房化改造で発生した20kVAのMH97A-DM61A形で、クモハ119形に設置された。空気圧縮機はMH80A-C1000形がクモハ119形に搭載されたが、後期の増備車（昭和57年度1次債務車）では101系の廃車発生品が使用された。
パンタグラフは狭小建築限界トンネル対策形のPS23A形が搭載された。
モーターとその歯車比について103系とほぼ共通の仕様を備える本系列は、急勾配が介在し、駅間距離が極端に短く、最高運転速度も低い (85km/h) 飯田線での普通列車運用に最適化されている反面、駅間の長い路線での高速走行には適さないため、「するがシャトル」運用を短期間で撤退する原因になった。

### 車内設備
本系列の運行される飯田線は運用区間が長く観光路線の側面もあるため、105系と異なり座席は扉間を対面式固定クロスシート、扉周りをロングシートとするセミクロスシート方式が採用された。クロスシートの寸法は近郊形のシートピッチ改善車と同一であるが、ロングシートの座面の奥行は従来の近郊形に合わせて105系新造車グループの600mmより短い550mmとされている。またカラースキームは201系等に準拠した暖色系である。
当時の国鉄財政事情に加えて地方線区用のため、製造当初は天井に扇風機が設置され、冷房装置は搭載されていなかった。なお、扇風機は113系等の冷房改造や101系の廃車によって発生した中古品が再利用された。
制御車にはトイレが設けられた。1990年代の中頃まで垂れ流し式であったが、1997年までに全車に対して循環式汚物処理装置が設置された。

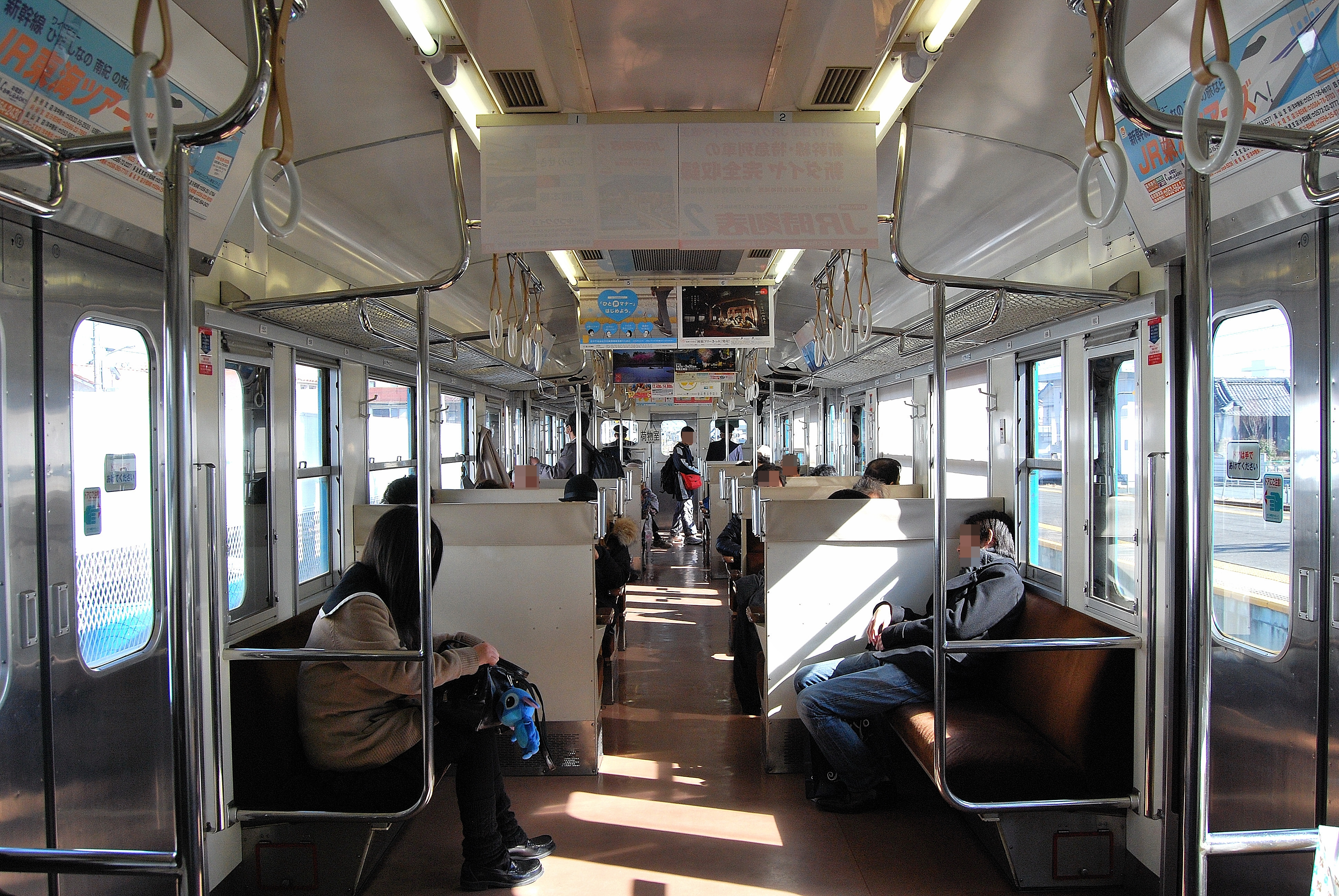
クハ118の車内。
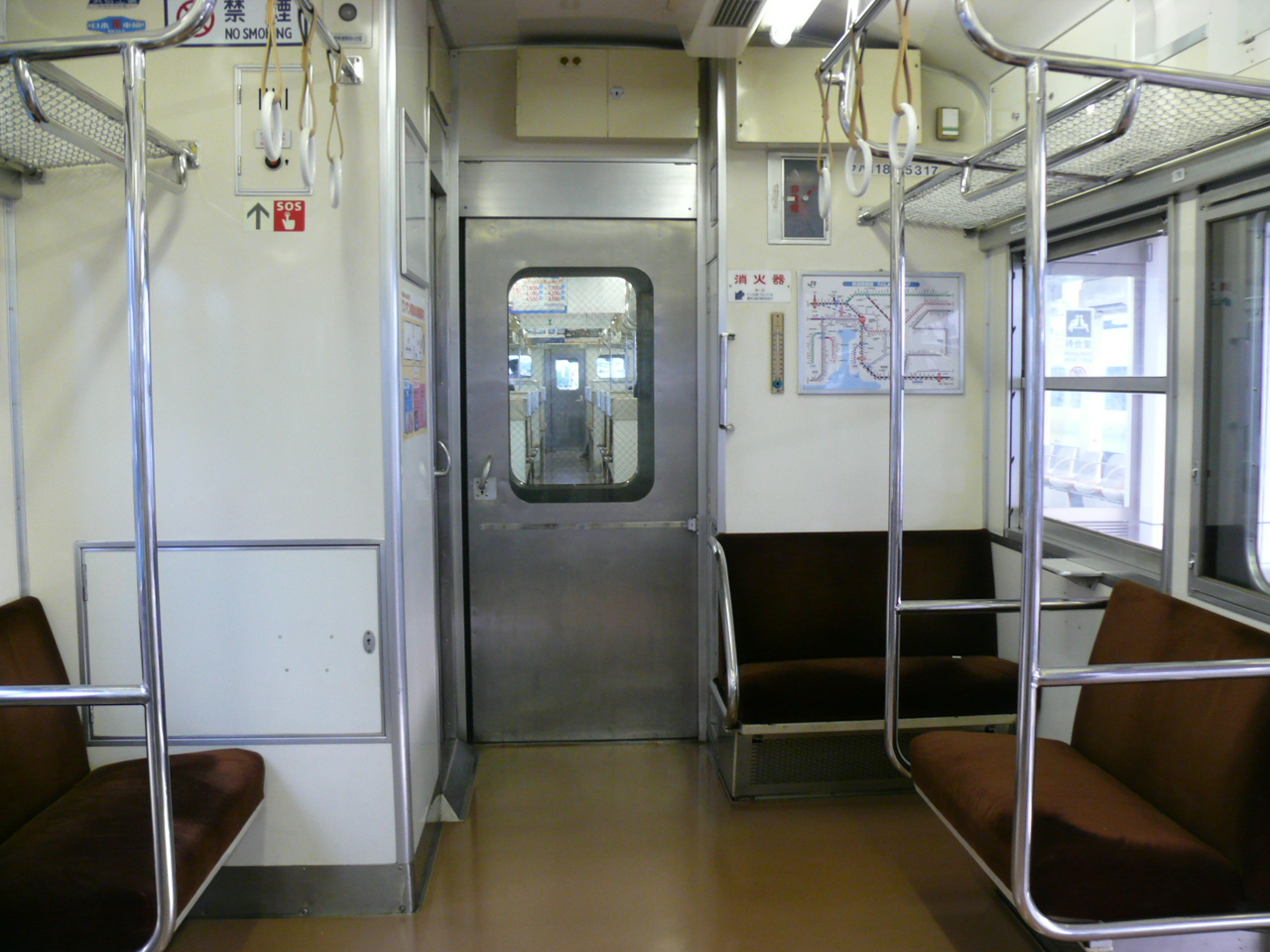
クハ118形にはトイレが設けられている。（左側）

### 新造車一覧
クモハ119形制御電動車 (Mc) 33両とクハ118形制御車 (Tc') 24両が製造された。
| 編成 | クモハ119 | クモハ119 | クハ118 | 竣工      | 製造区分                      |
| ---- | --------- | --------- | ------- | --------- | ----------------------------- |
| L1   | 1         | 2         | 1       | 1982.12.2 | 昭和56年度第3次債務 (1次車)   |
| L2   | 3         | 4         | 2       | 1982.12.2 | 昭和56年度第3次債務 (1次車)   |
| L3   | 5         | 6         | 3       | 1983.1.6  | 昭和56年度第3次債務 (1次車)   |
| S1   |           |           | 4       | 1983.1.6  | 昭和56年度第3次債務 (1次車)   |
| S2   |           | 7         | 5       | 1983.1.6  | 昭和56年度第3次債務 (1次車)   |
| L4   | 8         | 9         | 6       | 1983.1.14 | 昭和56年度第3次債務 (1次車)   |
| L5   | 10        | 11        | 7       | 1983.1.14 | 昭和56年度第3次債務 (1次車)   |
| L6   | 12        | 13        | 8       | 1983.1.14 | 昭和56年度第3次債務 (1次車)   |
| L7   | 14        | 15        | 9       | 1983.1.25 | 昭和56年度第3次債務 (1次車)   |
| L8   | 16        | 17        | 10      | 1983.1.25 | 昭和56年度第3次債務 (1次車)   |
| L9   | 18        | 19        | 11      | 1983.1.25 | 昭和56年度第3次債務 (1次車)   |
| S4   |           | 20        | 12      | 1983.5.19 | 昭和57年度第1次債務 （2次車） |
| S5   |           | 21        | 13      | 1983.5.19 | 昭和57年度第1次債務 （2次車） |
| S6   |           | 22        | 14      | 1983.5.19 | 昭和57年度第1次債務 （2次車） |
| S7   |           | 23        | 15      | 1983.5.24 | 昭和57年度第1次債務 （2次車） |
| S8   |           | 24        | 16      | 1983.5.24 | 昭和57年度第1次債務 （2次車） |
| S9   |           | 25        | 17      | 1983.5.24 | 昭和57年度第1次債務 （2次車） |
| S10  |           | 26        | 18      | 1983.5.31 | 昭和57年度第1次債務 （2次車） |
| S11  |           | 27        | 19      | 1983.5.31 | 昭和57年度第1次債務 （2次車） |
| S12  |           | 28        | 20      | 1983.5.31 | 昭和57年度第1次債務 （2次車） |
| S13  |           | 29        | 21      | 1983.6.7  | 昭和57年度第1次債務 （2次車） |
| S14  |           | 30        | 22      | 1983.6.7  | 昭和57年度第1次債務 （2次車） |
| S15  |           | 31        | 23      | 1983.6.7  | 昭和57年度第1次債務 （2次車） |
| L9   | 32        | 33        | 24      | 1983.6.7  | 昭和57年度第1次債務 （2次車） |

## 改造

### するがシャトル転用・冷房化改造

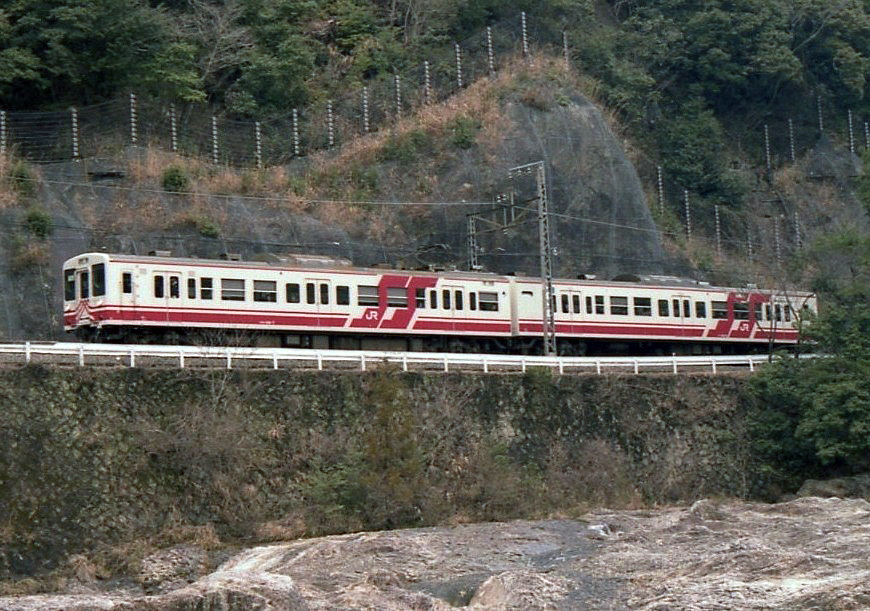
するがシャトル色の119系（飯田線復帰後、1990年頃撮影）

1986年11月1日のダイヤ改正で、113系で運転されていた東海道本線静岡近郊の区間列車「するがシャトル」の増発用に119系の2両編成8本（16両）を転用した。この転用を前に改造工事が施され、AU75E形による冷房化改造や車体の塗装変更、パンタグラフの交換などが行われた。
車体塗装は、白色地（クリーム10号）と濃い赤色（赤1号）による専用塗装に改められた。白地に赤色のラインを配し、正面貫通扉に富士山をイメージした3本の線が入り、側面に「SS」のロゴが入れられた。
冷房化改造では国鉄標準型の集中式冷房装置のAU75E形を用い、冷房電源は485系サシ481形などの食堂車の廃車発生品である70kVAの電動発電機がクハ118形に装備された。クモハ119形の20kVAの電動発電機は存置された。運行開始当初は冷房改造が間に合わないものがあり、1986年度内に順次冷房の搭載が行われた。集電装置はPS23A形から一般形のPS16形に交換した。
1989年9月末に静岡地区の運用から撤退し、再び飯田線に復帰した。その後、I編成を経て、2002年3月の大垣転属時に、E編成に変更された。

#### 編成
SS1→I17→E10:クモハ119-7+クハ118-5(旧S2)
SS2→I18→E11:クモハ119-10+クハ118-4(旧S1)
SS3→I19→E12:クモハ119-11+クハ118-7(旧S3)
SS4→I20→E13:クモハ119-22+クハ118-14(旧S6)
SS5→I21→E14:クモハ119-23+クハ118-15(旧S7)
SS6→I22→E15:クモハ119-26+クハ118-18(旧S10)
SS7→I23→E16:クモハ119-27+クハ118-19(旧S11)
SS8→I24→E17:クモハ119-28+クハ119-20(旧S12)

### 両運転台化改造

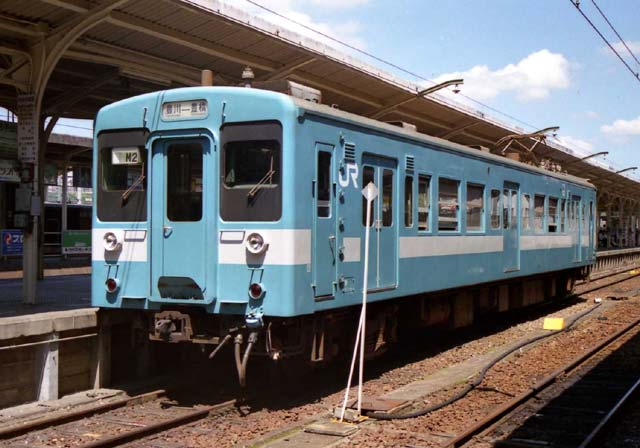
クモハ119形100番台

1987年度下期の豊橋駅 - 豊川駅間の列車増発に対応するため、3両編成からクモハの1両を外し、運転台を増設する両運転台化改造が施工された。9両が改造され、クモハ119形100番台となった。
新設された運転台は片隅式で、助士席側は機器類箱とパイプにより仕切られている。側面の客用扉が当初より既存運転台側に寄っているため、窓配置は前後非対称である。
クモハ119-2(旧L1)→クモハ119-101(1988.1.25改造）
クモハ119-4(旧L2)→クモハ119-102(1988.2.29改造）
クモハ119-6(旧L3)→クモハ119-103(1988.3.12改造）
クモハ119-9(旧L4)→クモハ119-104(1988.3.31改造）
クモハ119-13(旧L5)→クモハ119-105(1988.2.22改造）
クモハ119-15(旧L6)→クモハ119-106(1988.3.12改造）
クモハ119-17(旧L7)→クモハ119-107(1987.12.26改造）
クモハ119-19(旧L8)→クモハ119-108(1988.2.2改造）
クモハ119-33(旧L9)→クモハ119-109(1988.1.18改造）

### 冷房化改造（JR化以降）
「するがシャトル」に転用されず非冷房で残った41両に対しては、国鉄分割民営化後の1989年から冷房化改造が開始された。DC-DCコンバータ給電、インバータ制御、集約分散式のC-AU711D-G3形2基が設置され、1991年までに完了した。国鉄時代のAU75による冷房改造車と異なり、扇風機及び運転室後方の大型押込式通風器は改造後も残されている。
C-AU711Dによる改造施工車は、車両番号に5000が加えられた。100番台も全車が改造されて5100番台となったため、100番台としての時期は2年ほどの短期間であった。1999年から一部の編成が5300番台（R編成）に改造され、5000番台のまま残った編成は2002年にE編成に変更された。
I1→E1:クモハ119-1+クハ118-1→クモハ119-5001+クモハ118-5001(1989.8.8改造）
I2→E2:クモハ119-3+クハ118-2→クモハ119-5003+クハ118-5002(1989.11.17改造）
I3→E3:クモハ119-5+クハ118-3→クモハ119-5005+クハ118-5003(1989.12.20改造）
I4→E4:クモハ119-8+クハ118-6→クモハ119-5008+クハ118-5006(1990.3.16改造）
I5→E5:クモハ119-12+クハ118-8→クモハ119-5012+クハ118-5008(1990.6.20改造）
I6→E6:クモハ119-14+クハ118-9→クモハ119-5014+クハ118-5009(1990.7.24改造）
I7→E7:クモハ119-16+クハ118-10→クモハ119-5016+クハ118-5010(1990.10.24改造）
I8:クモハ119-18+クハ118-11→クモハ119-5018+クハ118-5011(1990.11.30改造）
I9:クモハ119-20+クハ118-12→クモハ119-5020+クハ118-5012(1990.5.17改造）
I10:クモハ119-21+クハ118-13→クモハ119-5021+クハ118-5013(1990.8.29改造）
I11:クモハ119-24+クハ118-16→クモハ119-5024+クハ118-5016(1990.10.1改造）
I12:クモハ119-25+クハ118-17→クモハ119-5025+クハ118-5017(1991.1.30改造）
I13:クモハ119-29+クハ118-21→クモハ119-5029+クハ118-5021(1990.8.29改造）
I14:クモハ119-30+クハ118-22→クモハ119-5030+クハ118-5022(1991.5.10改造）
I15→E8:クモハ119-31+クハ118-23→クモハ119-5031+クハ118-5023(1991.6.15改造）
I16→E9:クモハ119-32+クハ118-24→クモハ119-5032+クハ118-5024(1989.6.9改造）
M1:クモハ119-101→クモハ119-5101(1989.8.25改造）
M2:クモハ119-102→クモハ119-5102(1989.10.13改造）
M3:クモハ119-103→クモハ119-5103(1989.12.13改造）
M4:クモハ119-104→クモハ119-5104(1990.2.21改造）
M5:クモハ119-105→クモハ119-5105(1990.5.28改造）
M6:クモハ119-106→クモハ119-5106(1990.6.30改造）
M7:クモハ119-107→クモハ119-5107(1990.8.4改造）
M8:クモハ119-108→クモハ119-5108(1990.9.14改造）
M9:クモハ119-109→クモハ119-5109(1989.6.21改造）

### ワンマン化改造

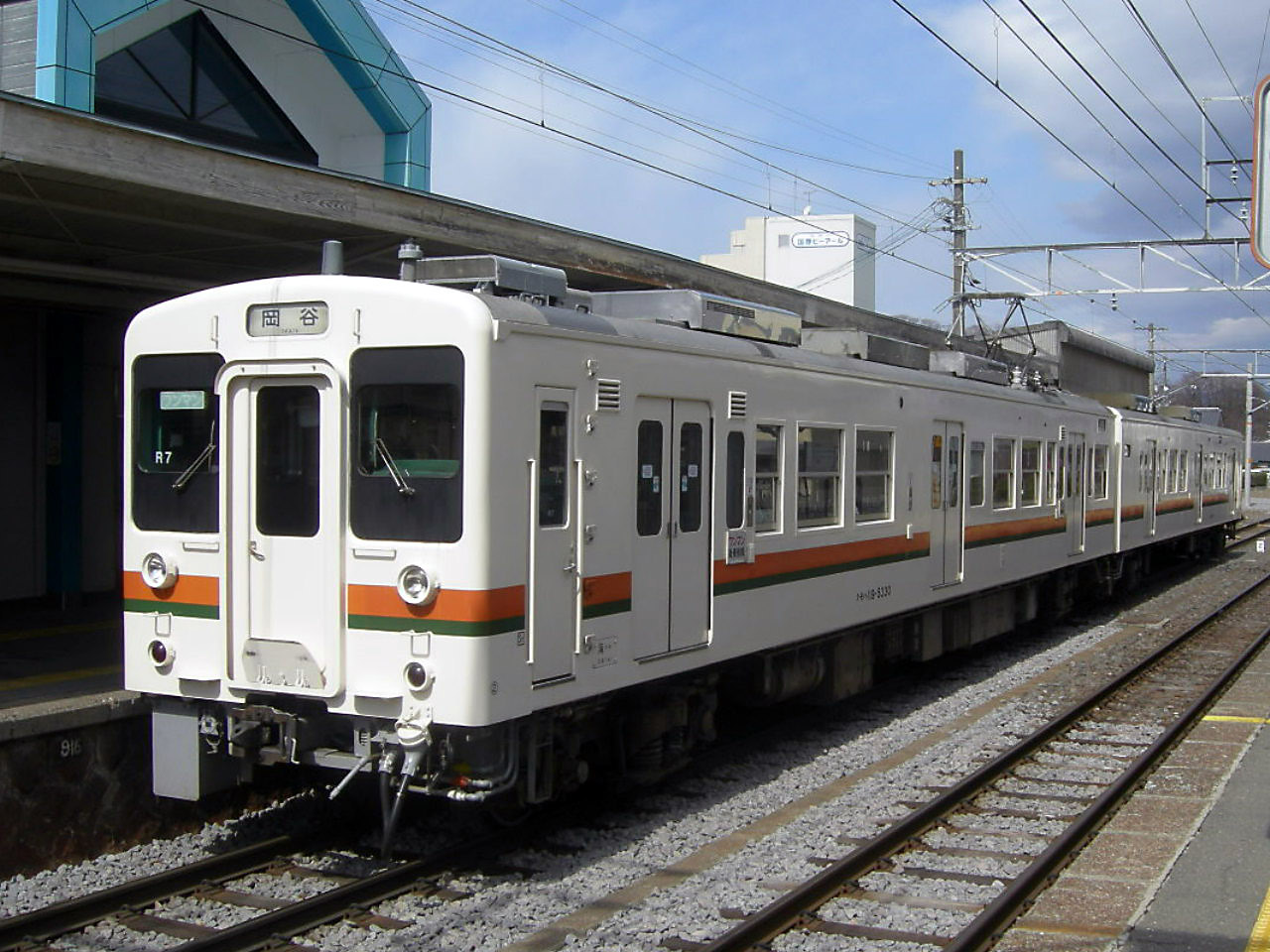
ワンマン化改造車5300番台のR7編成（伊那北駅）

飯田線北部区間でのワンマン運転開始に対応するため、1999年から2001年にかけて5000番台2両編成7本にワンマン化改造が行われ、番号に300を足した5300番台となった。編成記号もE編成からR編成に変更。改造内容は運賃箱・運賃表示器・整理券発行機等のワンマン機器の新設、客用扉の半自動開閉スイッチの設置、一部の戸袋窓の閉鎖などである。2001年3月より天竜峡駅 - 辰野駅間でワンマン運転が開始された。
2004年10月の脱線事故でR4編成が廃車となり、代替として2005年にE3編成が追加改造されている。最終的にR6編成を除く全車がえちぜん鉄道に譲渡された。
R1(旧I8):クモハ119-5018+クハ118-5011→クモハ119-5318+クハ118-5311(1999.12.15改造）
R2(旧I9):クモハ119-5020+クハ118-5012→クモハ119-5320+クハ118-5312(2000.5.19改造）
R3(旧I10):クモハ119-5021+クハ118-5013→クモハ119-5321+クハ118-5313(2000.7.6改造）
R4(旧I11):クモハ119-5024+クハ118-5016→クモハ119-5324+クハ118-5316(1999.12.14改造）
R5(旧I12):クモハ119-5025+クハ118-5017→クモハ119-5325+クハ118-5317(2000.10.11改造）
R6(旧I13):クモハ119-5029+クハ118-5021→クモハ119-5329+クハ118-5321(2000.11.24改造）
R7(旧I14):クモハ119-5030+クハ118-5022→クモハ119-5330+クハ118-5322(2001.1.24改造）
R8(旧E3):クモハ119-5005+クハ118-5003→クモハ119-5305+クハ118-5303(2005.9.17改造）

## 運用
昭和56年度第3次債務で2両編成3本と3両編成8本（1次車・計30両）、昭和57年度第1債務で2両編成12本、3両編成1本（2次車・計27両）の計57両が製造された。これにより飯田線に残っていた80系をはじめとする旧形電車が全廃された。
運用開始当初はMc-Mc-Tc'の3両編成（L編成）またはMc-Tc'の2両編成（S編成）で使用された（実用最長編成は両者を連結した5両）。なお、L編成で中間に閉じ込められていたMc車は、通常先頭に出ることがなかったが、時々組み替えて先頭に出る場合もあった。
新製当初は豊橋機関区（現・豊橋運輸区）に配置された。後に車両配置区所の統合にともなって、1988年に静岡運転所に移った。2002年3月には大垣車両区に移管されているが、運用の関係上、原則として豊橋運輸区に常駐した。
1985年頃から翌1986年のクモハ123-1登場まで、中央東線の辰野駅 - 塩尻駅間で、2両編成が日中の区間運用列車に充当されたことがある。これは伊那松島駅から回送で辰野へ送り込まれ、運用終了後に伊那松島へ回送されていた。運転開始当初、前面・側面の行先表示器には「塩尻」の表示はなく、塩尻行きの際には「普通」表示を掲出して運転していたが、その後「塩尻」の表示が追加された。123系の投入で運用がなくなった後もしばらくは塩尻の表示が残っていたが、字幕の交換で消滅した。また、諏訪湖祭湖上花火大会および全国新作花火競技大会の開催日には観客輸送で毎年富士見駅まで運転されているが、その際は「臨時」の表示を掲出する。2007年8月15日には諏訪湖祭湖上花火大会の臨時列車で深夜時間帯に初めてみどり湖駅経由で塩尻駅まで運転され、約20年ぶりに塩尻駅に入線した。
1986年のダイヤ改正では、東海道線静岡地区の短編成増発用として2両編成8本が転用改造を受け、静岡運転所（現・静岡車両区）に転属した。当初は「するがシャトル」として興津駅 - 島田駅間を中心に運用されていたが、しばらくして御殿場線にも入線するようになり、東海道線内では4本併結の8両編成で運転される運用も登場した。なお、119系が転出した飯田線では、その穴埋めに急行列車の廃止で捻出した165系を追加投入した。
しかし119系はその加速重視の性能特性から、駅間距離が長く運転速度の高い東海道本線での運用には不向きで、2年余りで113系・115系・211系などの他系列に置換えられ、飯田線での運用に戻った。ちなみに、冷房搭載により2両編成の自重が約80tにも達したこともあり、運転当時の最高速度は90km/hほどしか出ず、他系列を使用した列車とダイヤを合わせる目的で、停車時間を15秒に短縮して対応していた。そのため、車内放送では停車時間がわずかな旨の案内が頻繁に行われていた。
1988年以降は3両編成9本を2両編成とし、編成から抜いた9両のクモハ119形を単行で運行ができるように運転台を増設した。2両編成のうち8本は、1999年から翌年にかけておよび2005年にワンマン運転対応車（5300番台）に改造されており、その際に半自動ドアをボタン操作式に変更したため、一部の戸袋窓が埋込まれている。
2011年4月1日時点では計55両が在籍していた。編成ごとの在籍数は下記のとおりであった。
- 2両編成（E編成）：16本32両
- 2両編成（ワンマン運転対応・R編成）：7本14両
- 1両編成（M編成）：9本9両

これらの組合せで、単行から近年は最長4両（主に2M2Tか3M1T、まれに4M）までの編成が組まれ運用された。119系の現役当時は豊橋駅 - 天竜峡駅間ではワンマン運転する営業列車は設定されていなかったが、入出庫の関係でワンマン運転対応のR編成が豊橋駅まで乗り入れることもあった。
2009年8月、E4編成が登場時の塗色に復元され、同年8月29・30日には佐久間レールパークの閉館イベントとして中部天竜駅構内で同じく登場時の塗色に復元された117系と並んで展示された。

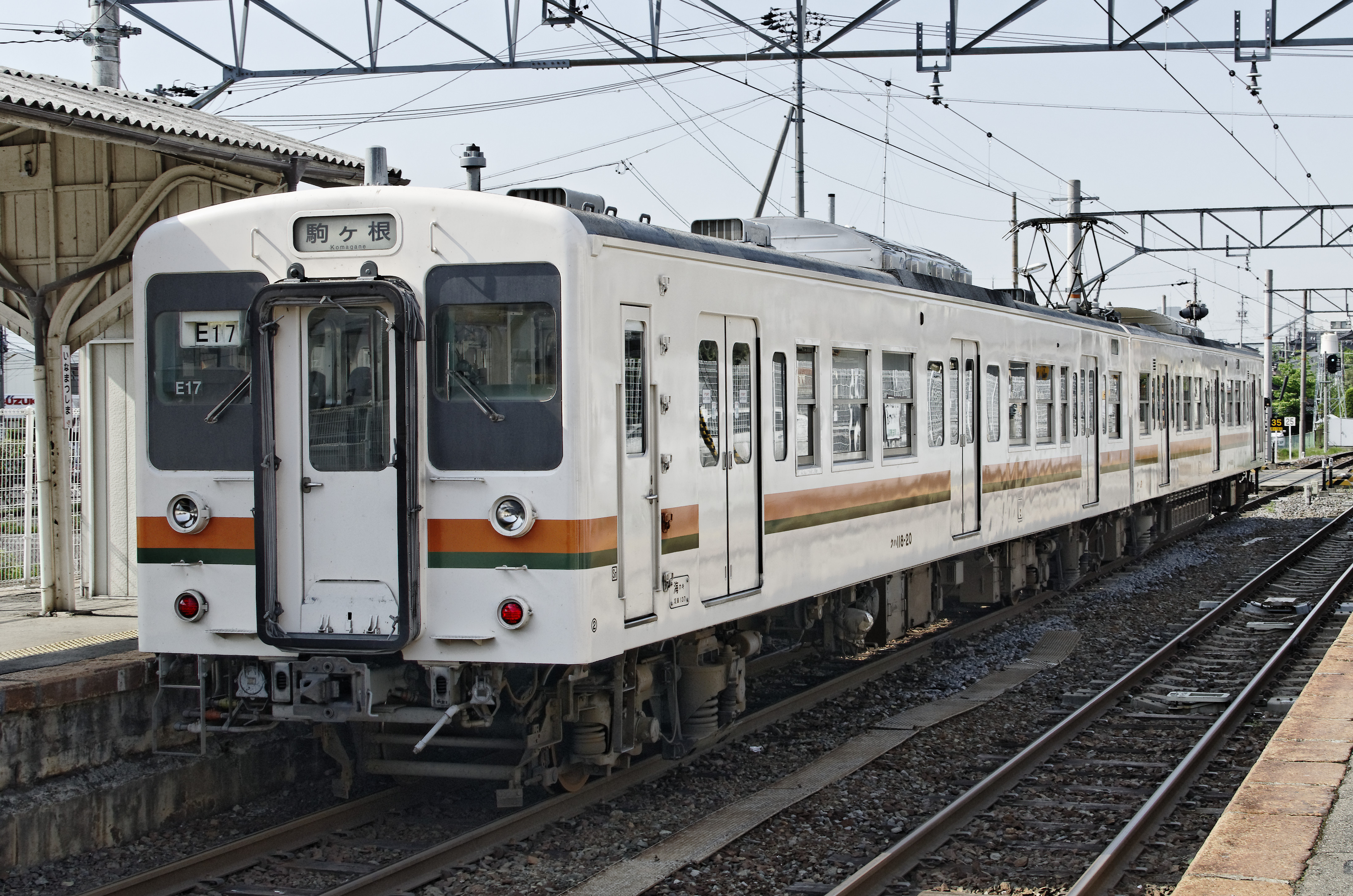
E17編成 （0番台）
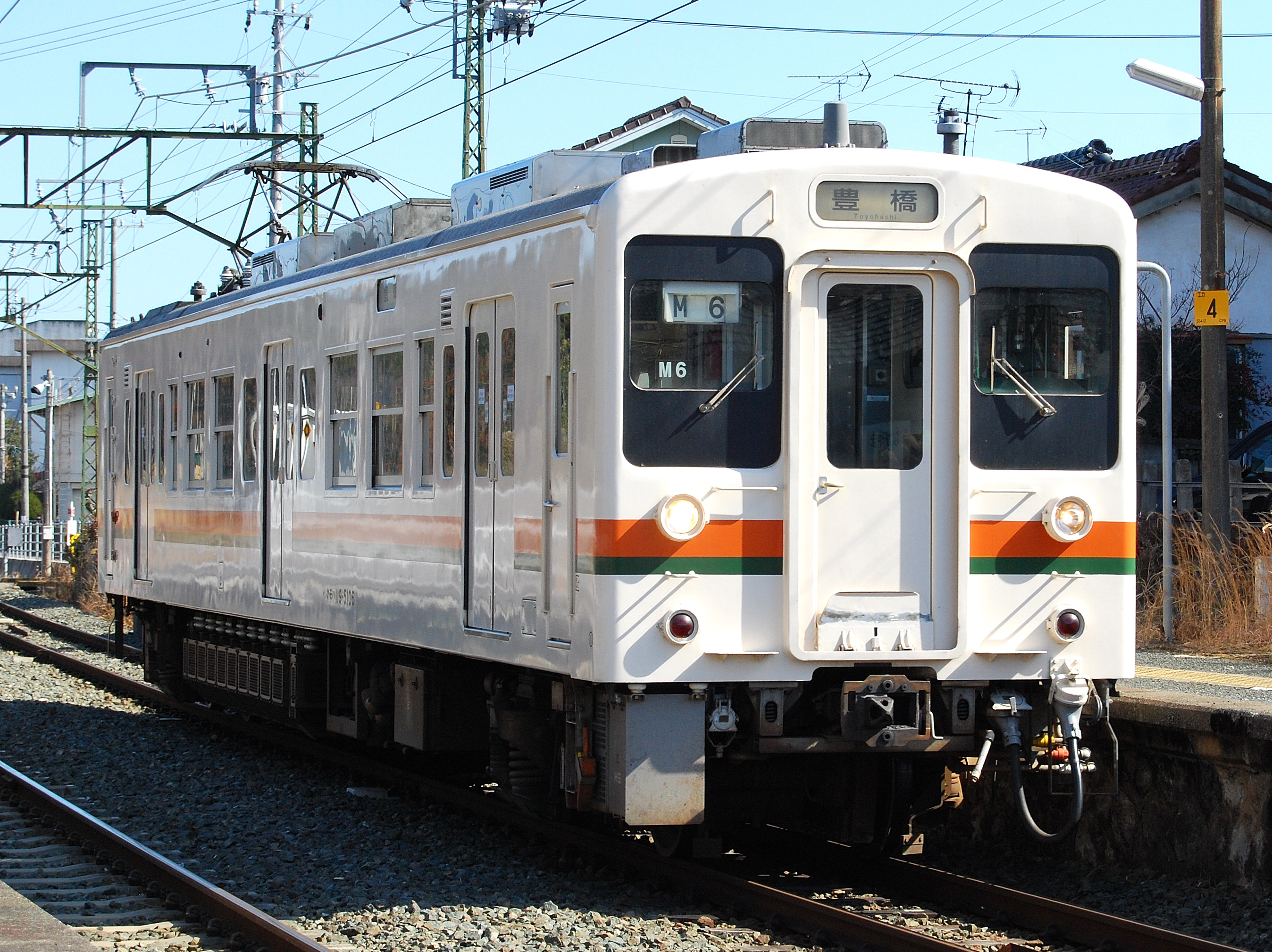
M6編成 （5100番台）
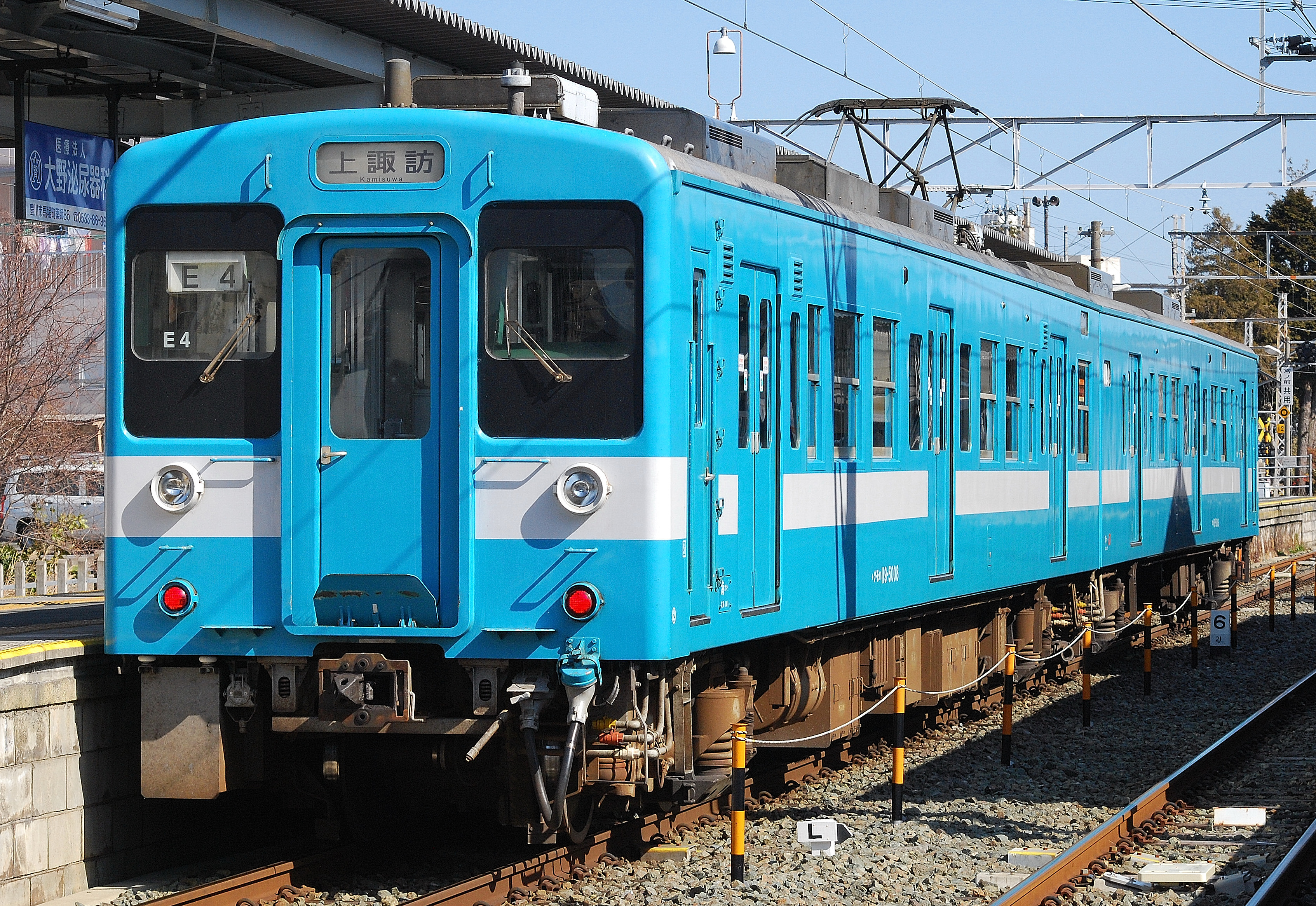
登場時の塗色に復元されたE4編成（5000番台）
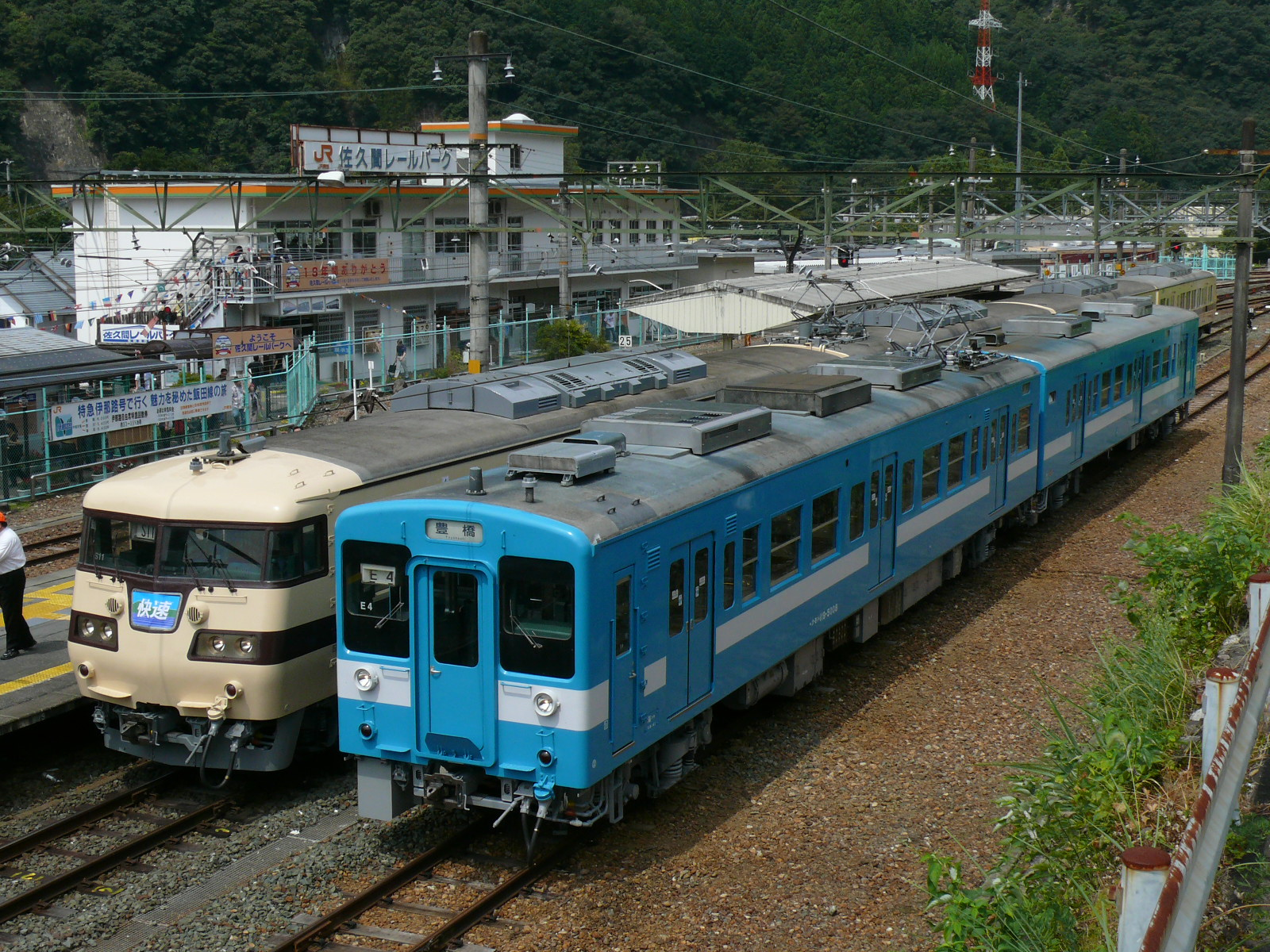
2009年、中部天竜駅構内で展示された、登場時の塗色に戻された119系と117系。

## 廃車

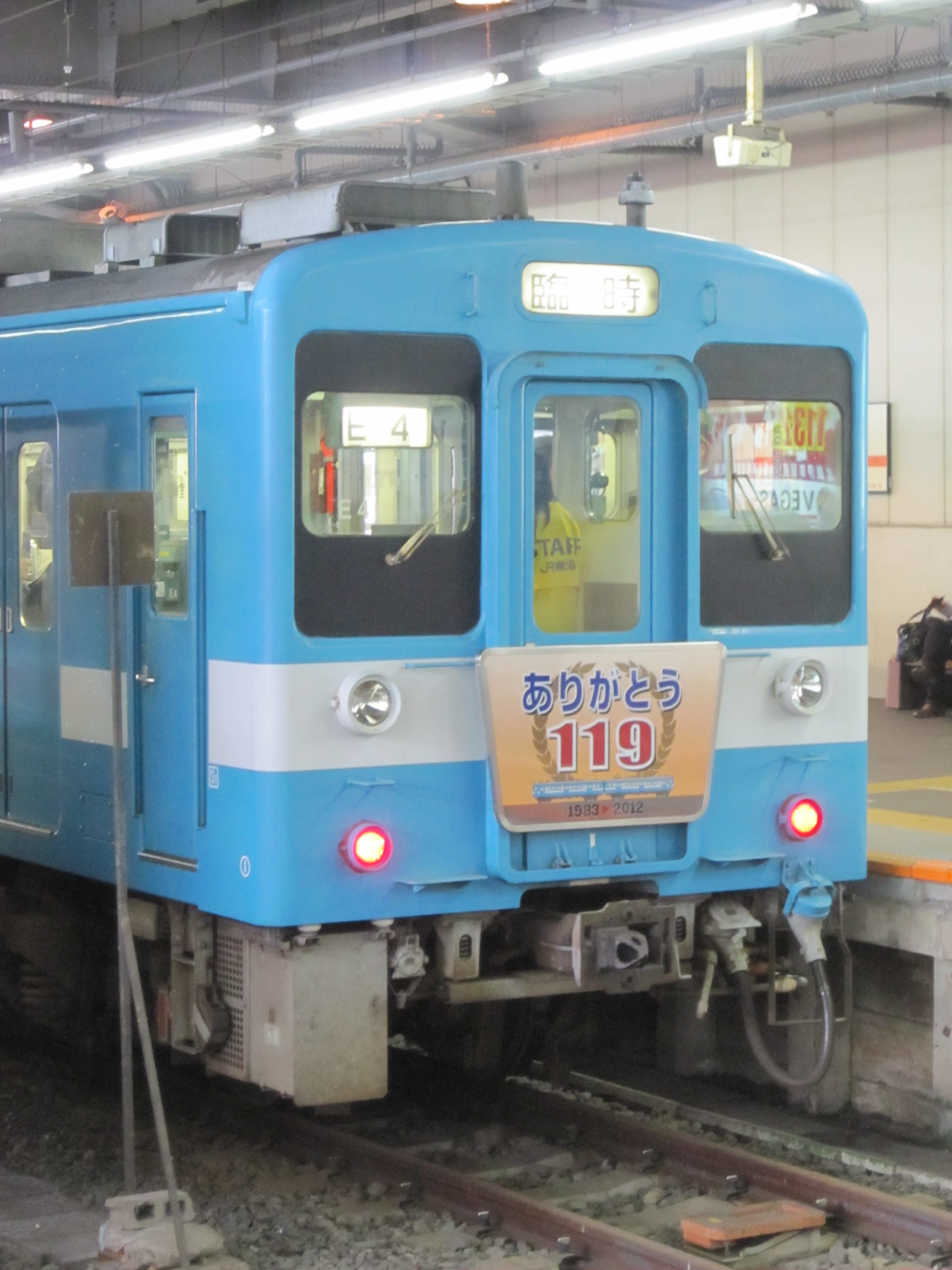
119ファイナル号(2012年3月18～31日臨時列車)

2004年10月20日、飯田線伊那新町駅 - 羽場駅間で台風23号による大雨のため路盤が流失しているところに通りかかったR4編成（クモハ119-5324+クハ118-5316）が脱線転覆した。両車は衝撃で台枠が変形して修復不能になったことから、2006年3月28日付で本系列では初の廃車となった。その後、R4編成の代わりにE3編成（クモハ119-5005+クハ118-5003）がワンマン改造を受け、R8編成（クモハ119-5305+クハ118-5303）として使用された。
製造から25年以上経過した2010年時点においても廃車されたのは上記の事故による2両のみで、老朽・余剰による廃車はなかったが、313系の追加導入に伴う玉突き転配により、2011年11月から213系5000番台および313系3000番台への置き換えが進められた。
2012年3月17日のダイヤ改正で定期営業運転を終了することを記念し、登場時の塗装へ復元されたE4編成を使用して同年3月10日・11日に飯田駅 - 伊那市駅間で伊那市行を団体列車で、飯田行を臨時列車として運転する「ありがとう119記念号」を運行。
3月18・20・24・25・31日には臨時列車「119ファイナル号」を豊橋駅 - 豊川駅間で「ありがとう119記念号」同様E4編成を使用して各日1往復ずつ運転し、31日の運転を最後に全営業運転を終了。同日中にE4編成と予備として残されていたE5編成が浜松へと回送された。
2012年6月26日付で、R1・R3・R7編成6両がえちぜん鉄道に譲渡され、2012年12月17日に55両中43両(E編成・M編成全車とR6編成）が廃車。この時点で残ったR2・R5・R8編成6両も2013年6月23日付でえちぜん鉄道に移籍し、廃系列となった。本系列と117系の引退をもって、浜松工場で検査を受ける在来線車両はすべて引退し、浜松工場自体も新幹線専門の工場となった。

## えちぜん鉄道MC7000形

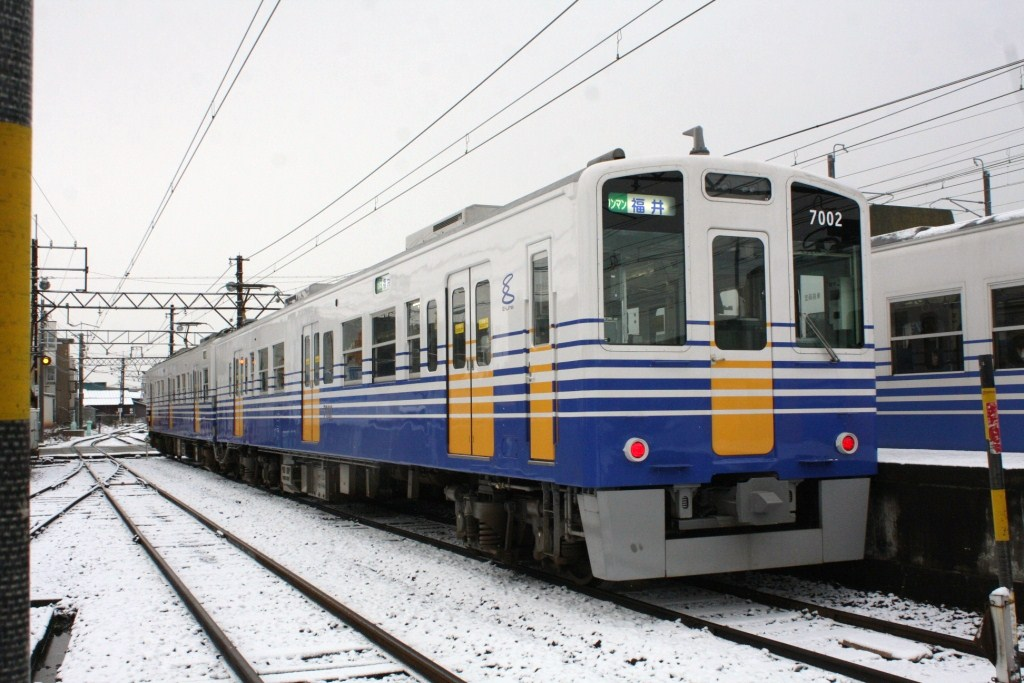
えちぜん鉄道MC7000形7002-7001（福井口）

JR東海での運用終了後、ワンマン仕様の5300番台12両（2両編成6本）はえちぜん鉄道の既存の車両の更新とラッシュ時の輸送力増強のため同社へ譲渡された。
えちぜん鉄道への導入にあたり、大阪車輌工業で改造工事が施された。主電動機を直流モーターから交流モーター（三菱電機製 MB-5148-A）に交換、主制御器も抵抗制御からVVVFインバータ制御（三菱電機製 MAP-084-60VD252）へ変更し、補助電源装置はSIVとした。ただし台車（DT21・DT33）については119系時代と変更はない。
その他内外装について、運転台はワンマン運転時の運転士の利便性を考慮して高運転台から低運転台に改め、本系列の連結運用はないので、車両両端の貫通扉周りの幌や幌枠を撤去した。また便所は撤去され、座席のないスペースとされた。えちぜん鉄道では使用しないことから、半自動ドアボタンも撤去された。パンタグラフはシングルアーム型に変更した。
系列名をMC7000形・TC7000形とした上で、2013年2月4日に7001-7002が営業運転を開始した。その後2012年度に6両・2013年度に4両・2014年度に2両がそれぞれ導入された。
| MC7001                | TC7002              | 改造元 | 入籍       |
| --------------------- | ------------------- | ------ | ---------- |
| 7001 (クモハ119-5318) | 7002 (クハ118-5311) | R1     | 2013.2.4   |
| 7003 (クモハ119-5330) | 7004 (クハ118-5322) | R7     | 2013.2.27  |
| 7005 (クモハ119-5321) | 7006 (クハ118-5313) | R3     | 2013.3.15  |
| 7007 (クモハ119-5320) | 7008 (クハ118-5312) | R2     | 2013.12.27 |
| 7009 (クモハ119-5325) | 7010 (クハ118-5317) | R5     | 2014.2.7   |
| 7011 (クモハ119-5305) | 7012 (クハ118-5303) | R8     | 2014.11.25 |

(    )はJR東海時代の車番